# Chilasa laglaizei
Chilasa laglaizei är en fjärilsart som först beskrevs av Depuiset 1877.  Chilasa laglaizei ingår i släktet Chilasa och familjen riddarfjärilar. Inga underarter finns listade i Catalogue of Life.

## Bildgalleri

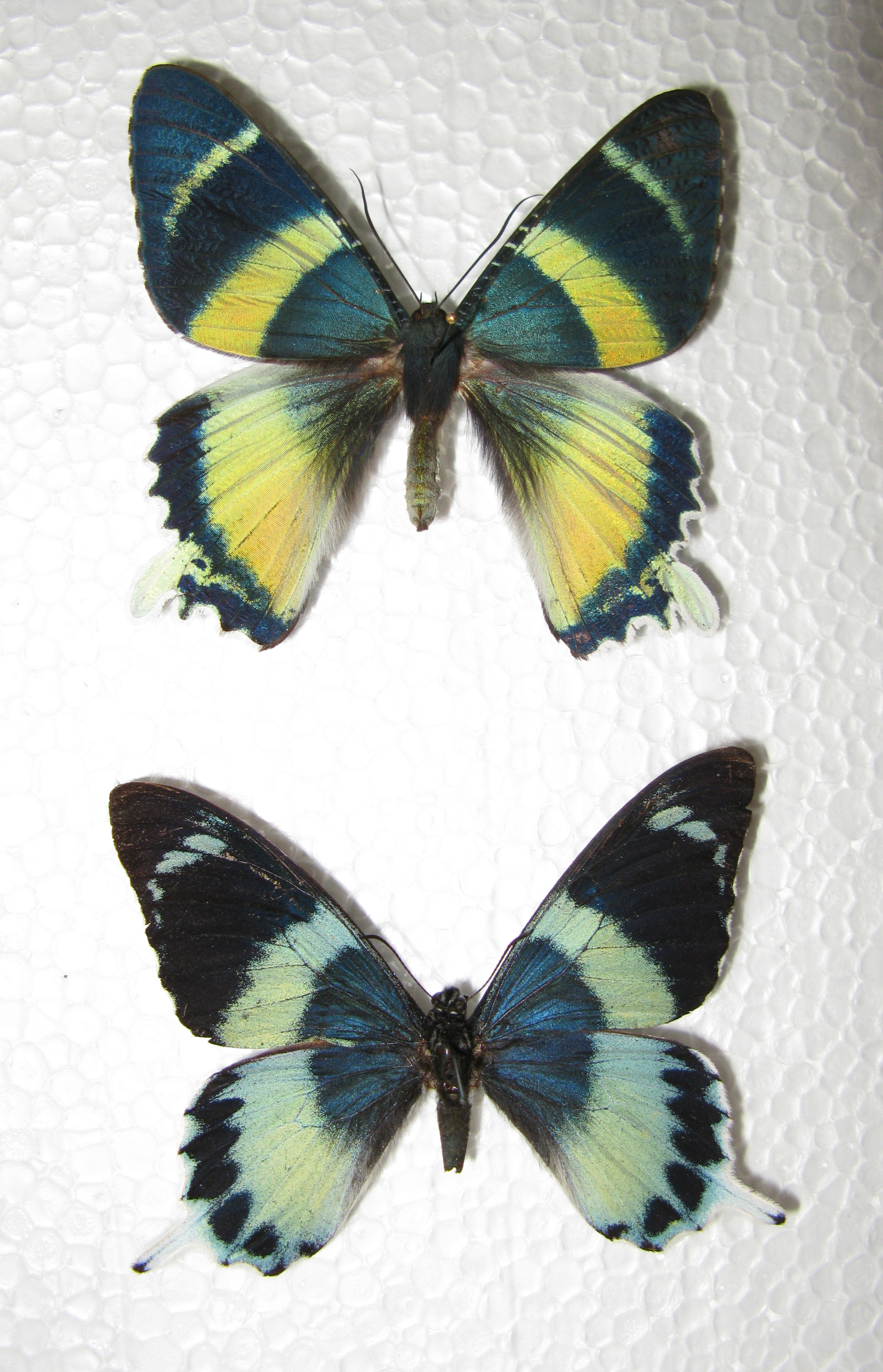
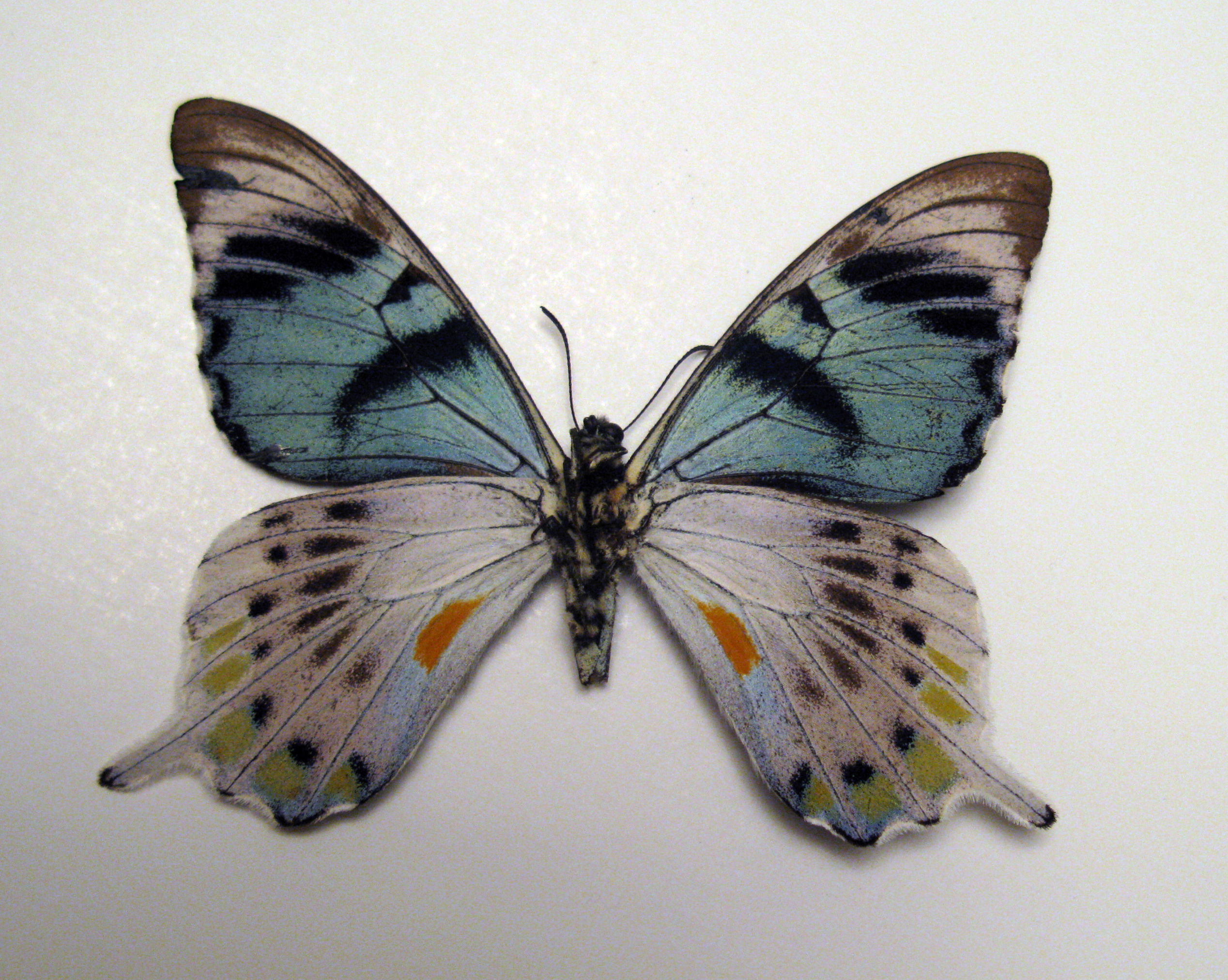
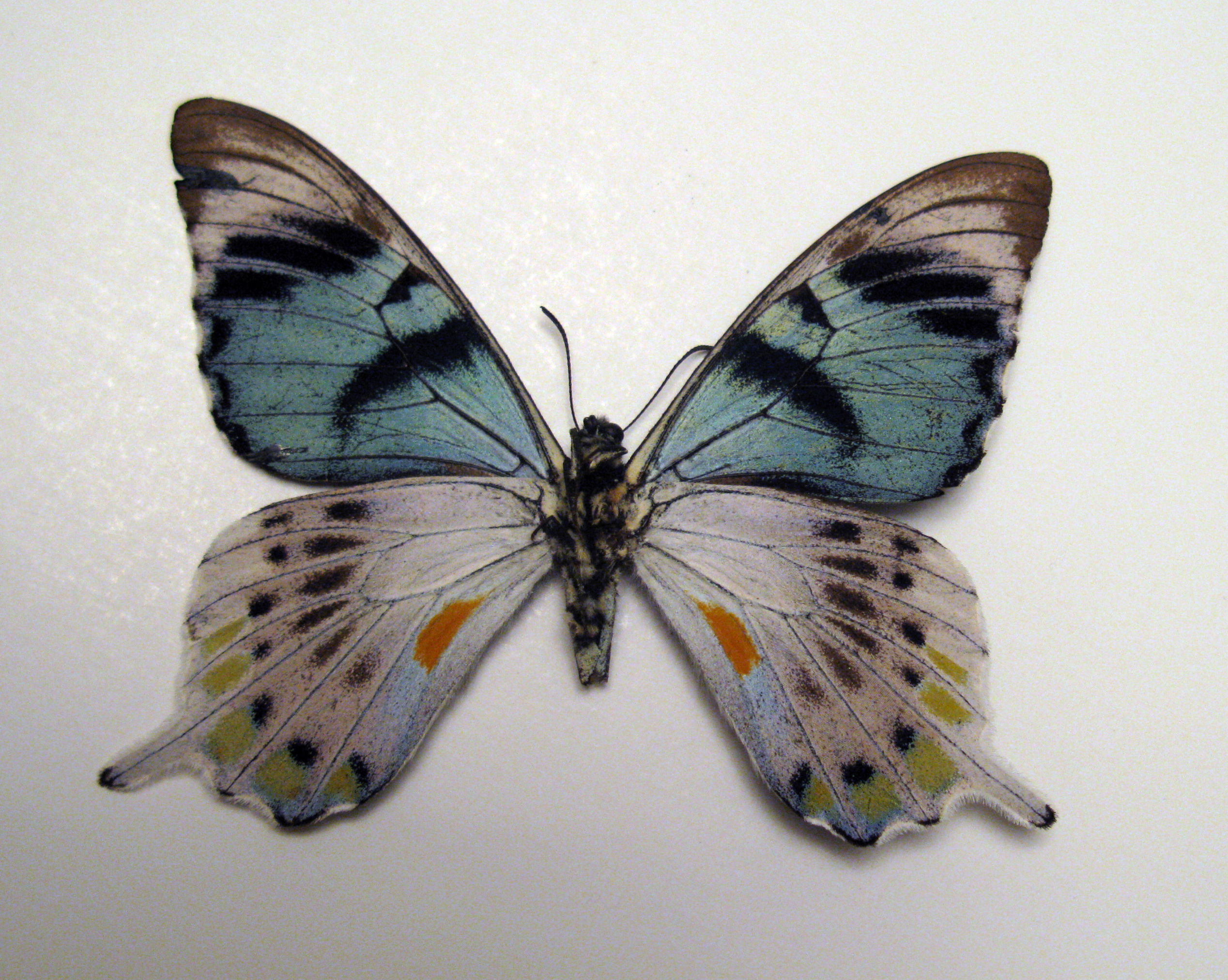